# Paul C. C. Kabuswe
Paul C. C. Kabuswe (* 8. Oktober 1973) ist ein sambischer Politiker der Vereinigten Partei für die nationale Entwicklung UPND (United Party for National Development), der seit 2021 Mitglied der Nationalversammlung (National Assembly of Zambia) sowie seit 2021 Minister für Bergbau und Mineralienentwicklung im Kabinett von Staatspräsident Hakainde Hichilema ist.

## Leben
Paul C. C. Kabuswe schloss seine schulische Bildung mit einem Grade 12 Certificate ab und begann daraufhin ein Studium der Fächer Politikwissenschaften und Internationale Beziehungen, welches er mit einem Bachelor of Science (B.Sc. Politics and International Relations) beendete. Er war anschließend als Politikwissenschaftler tätig.
Bei den Wahlen am 12. August 2021 wurde er für die Vereinigte Partei für die nationale Entwicklung UPND (United Party for National Development) im Wahlkreis Chililabombwe erstmals zum Mitglied der Nationalversammlung (National Assembly of Zambia) gewählt. Am 7. September 2021 wurde er als Minister für Bergbau und Mineralienentwicklung (Minister of Mines and Minerals Development) in das Kabinett von Staatspräsident Hakainde Hichilema berufen.